# Metal: Hellsinger
Metal: Hellsinger is een computerspel ontwikkeld door The Outsiders en uitgegeven door Funcom voor Windows, PlayStation 5 en Xbox Series op 15 september 2022. Een versie voor de PlayStation 4 en Xbox One verscheen op 8 december 2022.

## Plot
Een verloren ziel genaamd The Unknown probeert haar gestolen stem terug te krijgen van de heerser van de hel, Red Judge. Ze wordt vergezeld door Paz, een pratende schedel die optreedt als verteller van het spel. De Red Judge zal alles in het werk stellen om The Unknown tegen te houden.

## Gameplay
Het spel combineert elementen uit het first-person shootergenre en ritmespellen, en is qua gameplay gebaseerd op het spel Doom uit 2016.
In het spel nemen spelers het op tegen demonische vijanden, begeleid door heavymetalmuziek. De speler richt extra schade aan als de aanvallen synchroon worden uitgevoerd op het ritme van de muziek. Naargelang de combometer zich vult, zullen er steeds meer instrumenten hoorbaar zijn.
Het spel heeft extra uitdagingsniveaus, genaamd Torments, waarmee de speler power-ups kan vrijspelen. Hellsinger bevat ook elementen uit het zogenaamde bullet hell-genre (kogelregen), waarbij op het slagveld grote aantallen bommen en granaten aanwezig zijn.
Aan het eind van elk van de negen levels vindt een gevecht met een eindbaas plaats.

## Muziek
Alle muzieknummers zijn gecomponeerd door Two Feathers en zijn ingezongen door bekende gastartiesten als:
- Mikael Stanne (Dark Tranquillity)
- Alissa White-Gluz (The Agonist)
- Matt Heafy (Trivium)
- Björn Strid (Soilwork)
- Randy Blythe (Lamb of God)
- Dennis Lyxzén (Refused)
- Serj Tankian (System of a Down)

In het DLC-pakket leveren de volgende artiesten en/of bands een bijdrage:
- Lorna Shore
- Lacuna Coil
- Disturbed
- Muse
- Paramore
- Gorillaz
- Depeche Mode
- Melissa Bonny/Ad Infinitum

## Ontvangst
| Recensiescore       | Recensiescore                 |
| Recensieverzamelaar | Score                         |
| ------------------- | ----------------------------- |
| Metacritic          | 79% (PC) 78% (PS5) 79% (XBXS) |
| Publicist           | Score                         |
| Eurogamer           | Aanbevolen                    |
| Game Informer       | 9                             |
| GameSpot            | 8                             |
| IGN                 | 7                             |

Metal: Hellsinger ontving positieve recensies. Men prees de gameplay, spelbesturing en muziek. Enige kritiek was er op de korte speelduur en de repetitieve eindbaasgevechten.
Op Metacritic, een recensieverzamelaar, heeft het spel een score van 79%.